# Skandynawowie
     duński
     norweski
     szwedzki
     farerski
     islandzki
     norn †

Trzy główne państwa zamieszkiwane przez Skandynawów: Dania, Norwegia i Szwecja.

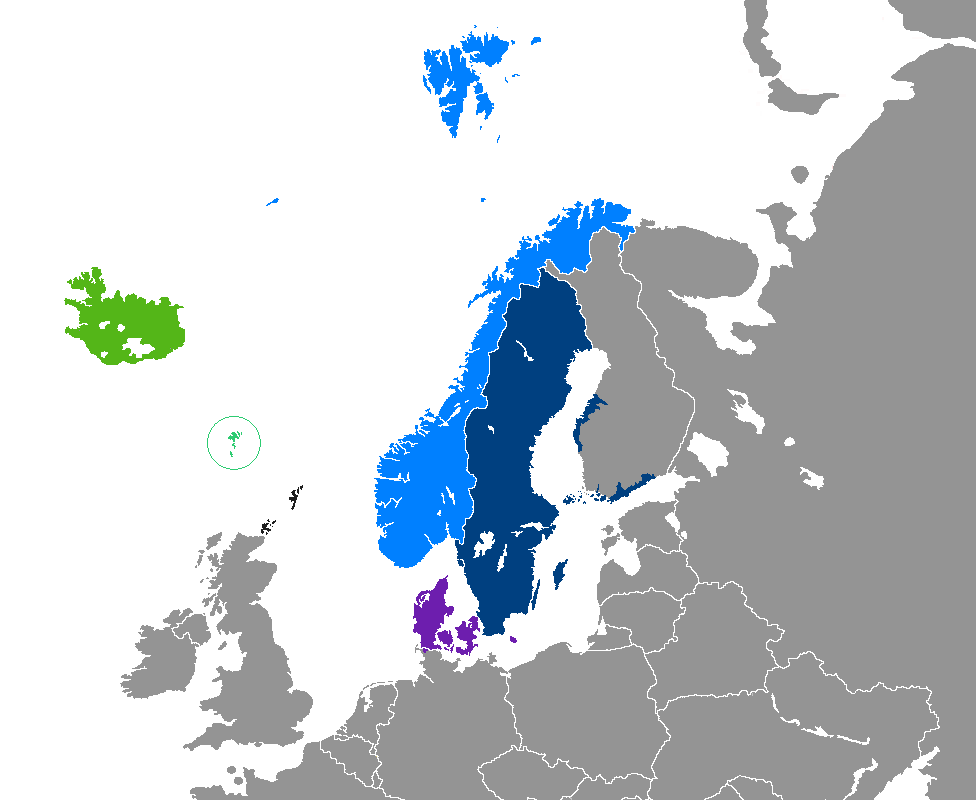
Zasięg języków północnogermańskich

Skandynawowie – grupa ludności zróżnicowana etnicznie, kulturowo i językowo zamieszkująca Skandynawię i Półwysep Skandynawski. 
Do głównych przedstawicieli narodów skandynawskich zalicza się te zamieszkujące państwa skandynawskie, a jednocześnie posługujące się językami północnogermańskimi. Spośród nich wyróżnia się: 
- Szwedów
- Norwegów
- Duńczyków

Często, ze względu na położenie geograficzne, do Skandynawów zalicza się także mieszkańców kontynentalnej Skandynawii. Są to przedstawiciele ludów ugrofińskich, posługujący się językami z nieindoeuropejskiej grupy ugrofińskiej:   
- Lapończycy
- Finowie

Do Skandynawów zalicza się także, ze względu na podobieństwa kulturowo-językowe, ludność posługującą się tą samą grupą języków co Szwedzi, Norwegowie i Duńczycy. Są to ludy północnogermańskie:
- Średniowieczni Normanowie (m.in. wikingowie)[4]
- Farerczycy (Farerowie) – mieszkańcy Wysp Owczych
- Islandczycy